# Point of View (1966)
Point of View ist ein Dokumentar-Kurzfilm der National Tuberculosis Association aus dem Jahr 1966.

## Inhalt und Hintergrund
Der 18-minütige Film handelt vom Zigarettenrauchen und der Gesundheit. Er sollte jungen Menschen eine völlig neue Sichtweise auf das Zigarettenrauchen und seine Gesundheitsgefahren vermitteln. 
Bereits seit den 1950er-Jahren wurden in fast 40 Staaten gegen die Tabakindustrie Haftungs- und Strafprozesse geführt, die meisten davon in den USA. Das inhalative Tabakrauchen ist der mit Abstand wichtigste Risikofaktor für Lungenkrebs. Das Risiko steigt mit erhöhter Menge und Dauer des Rauchens.
Der Film wurde für die National Tuberculosis Association von der Filmproduktionsgesellschaft Vision Associates Productions inszeniert.

## Auszeichnungen
Der Film bei der Oscarverleihung 1966 für den Oscar für den besten Dokumentar-Kurzfilm nominiert.